# Urszula Figwer
Urszula Figwer (ur. 25 kwietnia 1931 w Inwałdzie, zm. 21 kwietnia 2025) – polska lekkoatletka, członkini Wunderteamu, a także siatkarka.

## Kariera
Jako lekkoatletka specjalizowała się w rzucie oszczepem. Dwukrotnie brała udział w igrzyskach olimpijskich. W Melbourne w 1956 zajęła 6. miejsce, a w Rzymie w 1960 była piąta. Była także szósta na mistrzostwach Europy w 1958 w Sztokholmie. Zdobyła srebrny medal podczas uniwersjady w 1959 w Turynie.
Trzykrotnie zdobywała mistrzostwo Polski w rzucie oszczepem: w 1955, 1959 i 1960. Była również wicemistrzynią w tej konkurencji w 1958, 1965 i 1966 oraz w pchnięciu kulą w 1953, a także brązowa medalistką w rzucie oszczepem w 1956, 1957, 1963 i 1964 oraz w pchnięciu kulą w latach 1954, 1955 i 1958–1960. Była również trzykrotną medalistką halowych mistrzostw Polski w pchnięciu kulą: złotą w 1955, srebrną w 1956 i brązową w 1954.
Dziesięciokrotnie poprawiała rekord Polski, doprowadzając go do wyniku 57,77 m, uzyskanego 21 sierpnia 1960 w Koblencji (jej rekord życiowy). Startowała w barwach AZS Kraków.
Była również znaną siatkarką. Grała w klubie Beskid Andrychów. 23 razy wystąpiła w reprezentacji Polski w latach 1949–1952. Zdobyła z nią wicemistrzostwo świata w Moskwie w 1952 oraz brązowy medal na mistrzostwach Europy w 1949 w Pradze. 
Po zakończeniu kariery zawodniczej została pracownikiem naukowym AWF Kraków.